# Битвы при Изонцо
Во время Первой мировой войны на реке Изонцо произошло 12 кровопролитных сражений за обладание Австрийским Приморьем (Юлийская Крайна), во время которых итальянские войска пытались прорвать оборону Австро-Венгрии:
- Первая битва при Изонцо с 24 мая по июнь 1915 окончилась победой Италии.
- Вторая битва при Изонцо с 23 июня по 3 августа 1915 окончилась победой Австро-Венгрии.
- Третья битва при Изонцо с 18 октября по 2 ноября 1915 года окончилась победой Австро-Венгрии.
- Четвёртая битва при Изонцо с 9 ноября по 11 декабря 1915 представляла собой неудачную попытку итальянских войск прорвать фронт.
- Пятая битва при Изонцо с 11 по 29 марта 1916 года окончилась победой Австро-Венгрии.
- Шестая битва при Изонцо с 6 по 17 августа 1916 года завершилась частичным успехом итальянских войск.
- Седьмая битва при Изонцо с 14 по 16 сентября 1916 окончилась победой Австро-Венгрии.
- Восьмая битва при Изонцо с 11 по 12 октября 1916 также окончилась победой Австро-Венгрии.
- Девятая битва при Изонцо с 1 по 4 ноября 1916 принесла итальянцам незначительные территориальные приобретения при огромных людских потерях.
- Десятая битва при Изонцо с 14 по 29 мая 1917 завершилась победой Италии.
- Одиннадцатая битва при Изонцо с 18 августа по 5 октября 1917 завершилась победой Италии.
- Битва при Капоретто, называемая также двенадцатой битвой при Изонцо с 24 октября по декабрь 1917 была одним из крупнейших сражений Первой мировой войны. Австро-германские войска перешли в наступление и полностью разгромили итало-франко-британские силы на этом участке фронта.